# Liste des poissons d'eau douce en France métropolitaine
Pour des articles plus généraux, voir Liste des poissons d'eau douce en France et Liste des poissons en France métropolitaine.

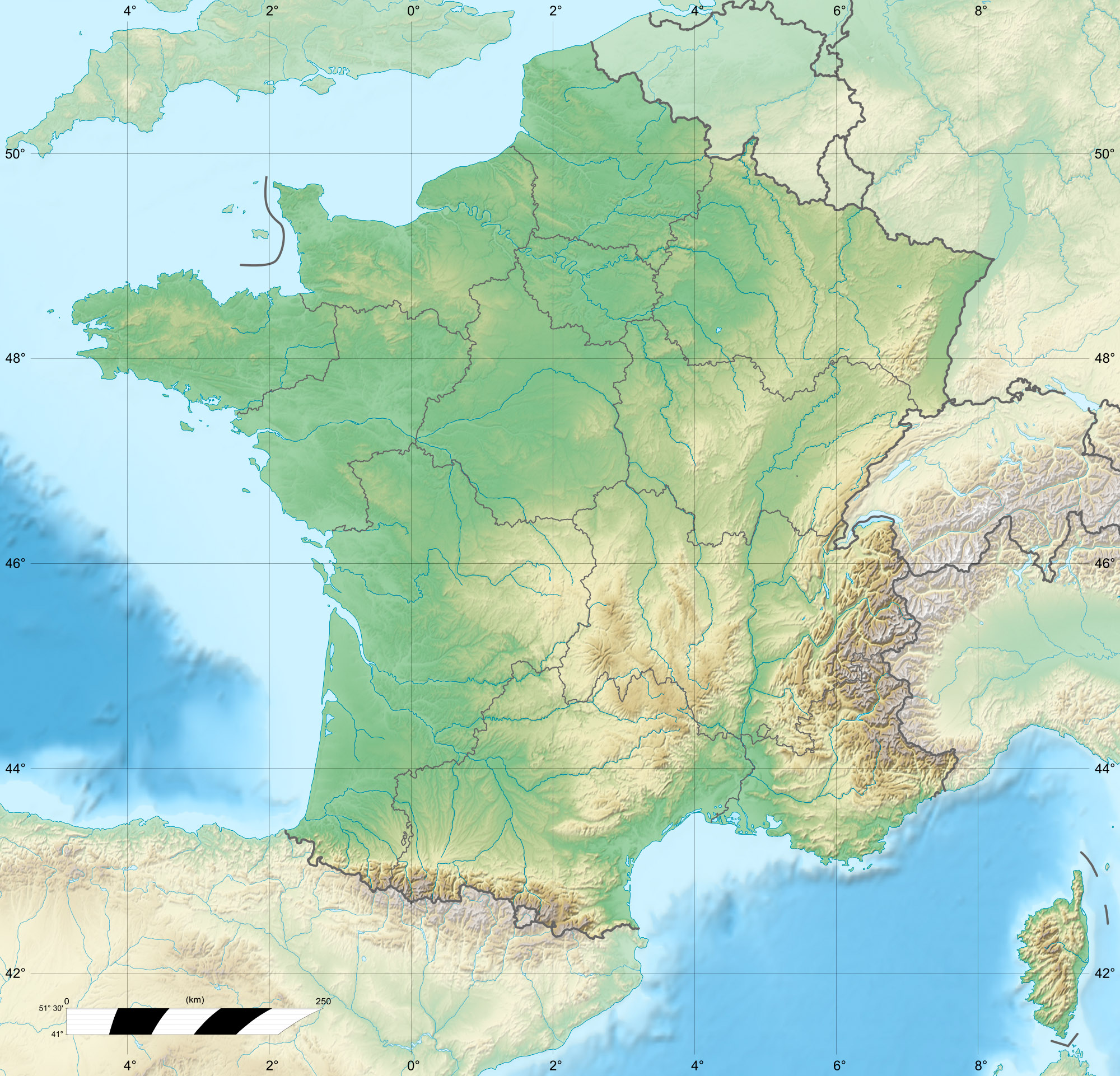
Carte topographique de la France métropolitaine.

Localisation de la France métropolitaine en Europe.

Cette liste commentée recense l'ichtyofaune d'eau douce en France métropolitaine. Elle répertorie les espèces de poissons dulçaquicoles français actuels et celles qui ont été récemment classifiées comme éteintes (à partir de l'Holocène, depuis donc 11 700 ans av. J.‑C.). Comme ici n'est référencé que la France métropolitaine, cette liste ne comptabilise pas les animaux présents dans les territoires de la France d'outre-mer, qui sont des régions disséminées un peu partout dans le monde.
Elle comporte 126 espèces réparties en 18 ordres et 28 familles, dont quatre sont « éteintes », cinq sont « en danger critique », quatre sont « en danger », quatre autres sont « vulnérables », trois sont « quasi menacées » et trois autres ont des « données insuffisantes » pour être classées (selon les critères de la liste rouge de l'UICN au niveau mondial). À l'échelle française, par la liste rouge de l'UICN France, ces poissons d'eau douce n'ont pas forcément les mêmes statuts que précédemment : deux sont « éteints », deux autres ont « disparu au niveau régional », quatre sont « en danger critique », deux sont « en danger », neuf sont « vulnérables », cinq sont « quasi menacés », 23 ont des « données insuffisantes » pour être classés et 26 sont « non applicables » (c'est-à-dire introduits, erratiques ou en limite d'aire de répartition en France, qui sont dits aussi cryptogènes).
Cette liste contient au moins 32 espèces introduites sur ce territoire, qui sont plus ou moins bien acclimatées. Il peut contenir aussi des animaux non reconnus par la liste rouge de l'UICN (dix poissons ici) ou absents de la liste de l'UICN France (27 au total) et ils sont classés en « non évalué » : cela étant dû notamment au manque de données, à des espèces domestiques, disparues ou éteintes avant le XVIe siècle ou non acclimatées de manière certaine sur le territoire. Il existe en France métropolitaine douze espèces de poissons d'eau douce endémiques (onze actuelles et une éteinte). Par contre, il n'y a pas de sous-espèce endémique.

## Statuts des listes rouges de l'UICN
Les statuts de conservation utilisés par la liste rouge de l'UICN mondiale sont :
| (EX) | Éteint                  | Il n'y a pas le moindre doute sur le fait que le dernier spécimen recensé est mort.                                                                   |
| (EW) | Éteint à l'état sauvage | L'espèce est connue uniquement en captivité ou en tant que population naturalisée bien en dehors de son ancienne aire de répartition.                 |
| (CR) | En danger critique      | L'espèce risque prochainement de s'éteindre à l'état sauvage.                                                                                         |
| (EN) | En danger               | L'espèce fait face à un très gros risque d'extinction à l'état sauvage.                                                                               |
| (VU) | Vulnérable              | L'espèce fait face à un gros risque d'extinction à l'état sauvage.                                                                                    |
| (NT) | Quasi menacé            | L'espèce ne satisfait pas un ou plusieurs des critères prévus qui permettraient de la catégoriser, mais pourrait risquer de s'éteindre dans le futur. |
| (LC) | Préoccupation mineure   | Il n'y a pas de risque identifiable pour l'espèce. |
| (DD) | Données insuffisantes   | Il n'y a pas d'information adéquate qui permettraient de faire une évaluation des risques pour cette espèce.                                          |
| (NE) | Non évalué              | L'espèce n'a pas encore été confrontée aux critères précédents, n'est pas reconnue par l'UICN ou bien s'est éteinte avant le XVIe siècle.             |

Et les statuts présents dans la liste rouge de l'UICN France sont :
| (EX) | Éteint                    | Il n'y a pas le moindre doute sur le fait que le dernier spécimen recensé est mort.                                                                   |
| (EW) | Éteint à l'état sauvage   | L'espèce est connue uniquement en captivité ou en tant que population naturalisée bien en dehors de son ancienne aire de répartition.                 |
| (RE) | Éteint au niveau régional | L'espèce n'est plus présente localement en France à l'état sauvage mais se trouve dans d'autres pays.                                                 |
| (CR) | En danger critique        | L'espèce risque prochainement de s'éteindre à l'état sauvage.                                                                                         |
| (EN) | En danger                 | L'espèce fait face à un très gros risque d'extinction à l'état sauvage.                                                                               |
| (VU) | Vulnérable                | L'espèce fait face à un gros risque d'extinction à l'état sauvage.                                                                                    |
| (NT) | Quasi menacé              | L'espèce ne satisfait pas un ou plusieurs des critères prévus qui permettraient de la catégoriser, mais pourrait risquer de s'éteindre dans le futur. |
| (LC) | Préoccupation mineure     | Il n'y a pas de risque identifiable pour l'espèce. |
| (DD) | Données insuffisantes     | Il n'y a pas d'information adéquate qui permettraient de faire une évaluation des risques pour cette espèce.                                          |
| (NA) | Non applicable            | L'espèce peut être d'introduction récente ou erratique sur le territoire.                                                                             |
| (NE) | Non évalué                | L'espèce n'a pas encore été confrontée aux critères précédents, n'est pas reconnue par l'UICN ou bien s'est éteinte avant le XVIe siècle.             |

## Classe:Céphalaspidomorphes

### Ordre:Pétromyzontiformes

#### Famille:Pétromyzontidés
| Nom vulgaire, nom binominal et citation d'auteurs         | Origine et statut en France métropolitaine | Aire de répartition    | Statut UICN mondial | Statut UICN France | Image               |
| --------------------------------------------------------- | ------------------------------------------ | ---------------------- | ------------------- | ------------------ | ------------------- |
| Lamproie de rivière Lampetra fluviatilis (Linnaeus, 1758) | Autochtone,                                | Illustration manquante | [ 2 ]               | [ 2 ]              | Lamproie de rivière |
| Lamproie de Planer Lampetra planeri (Bloch, 1784)         | Autochtone                                 | Illustration manquante | [ 3 ]               | [ 3 ]              | Lamproie de Planer  |
| Lamproie marine Petromyzon marinus Linnaeus, 1758         | Autochtone                                 | Illustration manquante | [ 4 ]               | [ 4 ]              | Lamproie marine     |

## Classe:Actinoptérygiens

### Ordre:Acipensériformes

#### Famille:Acipenséridés
| Nom vulgaire, nom binominal et citation d'auteurs                    | Origine et statut en France métropolitaine | Aire de répartition                         | Statut UICN mondial | Statut UICN France | Image                     |
| -------------------------------------------------------------------- | ------------------------------------------ | ------------------------------------------- | ------------------- | ------------------ | ------------------------- |
| Esturgeon sibérien Acipenser baerii Brandt, 1869                     | Allochtone (introduit non acclimaté),      | Aire de répartition de l'Esturgeon sibérien | [ 6 ]               | [ 6 ]              | Esturgeon sibérien        |
| Esturgeon diamant Acipenser gueldenstaedtii Brandt & Ratzeburg, 1833 | Allochtone (introduit non acclimaté)       |                                             | [ 7 ]               | (NA)               |                           |
| Esturgeon noir d'Amérique Acipenser oxyrinchus Mitchill, 1815        | Autochtone (disparu, puis erratique),      | Illustration manquante                      | [ 9 ]               | [ 10 ]             | Esturgeon noir d'Amérique |
| Esturgeon du Danube Acipenser ruthenus Linnaeus, 1758                | Allochtone (introduit non acclimaté)       | Illustration manquante                      | [ 11 ]              | (NA)               | Esturgeon du Danube       |
| Esturgeon d'Europe Acipenser sturio Linnaeus, 1758                   | Autochtone                                 | Illustration manquante                      | [ 12 ]              | [ 12 ]             | Esturgeon européen        |

### Ordre:Anguilliformes

#### Famille:Anguillidés
| Nom vulgaire, nom binominal et citation d'auteurs    | Origine et statut en France métropolitaine | Aire de répartition                          | Statut UICN mondial | Statut UICN France | Image               |
| ---------------------------------------------------- | ------------------------------------------ | -------------------------------------------- | ------------------- | ------------------ | ------------------- |
| Anguille d'Europe Anguilla anguilla (Linnaeus, 1758) | Autochtone                                 | Aire de répartition de l'Anguille européenne | [ 13 ]              | [ 13 ]             | Anguille européenne |

### Ordre:Clupéiformes

#### Famille:Clupéidés
| Nom vulgaire, nom binominal et citation d'auteurs        | Origine et statut en France métropolitaine | Aire de répartition    | Statut UICN mondial | Statut UICN France | Image        |
| -------------------------------------------------------- | ------------------------------------------ | ---------------------- | ------------------- | ------------------ | ------------ |
| Alose feinte méditerranéenne Alosa agone (Scopoli, 1786) | Autochtone                                 |                        | (LC)                | (NT)               |              |
| Grande alose Alosa alosa (Linnaeus, 1758)                | Autochtone                                 | Illustration manquante | [ 15 ]              | [ 15 ]             | Grande Alose |
| Alose feinte Alosa fallax (Lacépède, 1803)               | Autochtone                                 | Illustration manquante | [ 16 ]              | [ 16 ]             | Alose feinte |

### Ordre:Cypriniformes

#### Famille:Cobitidés
| Nom vulgaire, nom binominal et citation d'auteurs         | Origine et statut en France métropolitaine | Aire de répartition                         | Statut UICN mondial | Statut UICN France | Image             |
| --------------------------------------------------------- | ------------------------------------------ | ------------------------------------------- | ------------------- | ------------------ | ----------------- |
| Loche transalpine Cobitis bilineata Canestrini, 1865      | Allochtone (Introduit),                    | Aire de répartition de la Loche transalpine | [ 17 ]              | [ 17 ]             | Loche transalpine |
| Loche de rivière Cobitis taenia Linnaeus, 1758            | Autochtone                                 | Illustration manquante                      | [ 18 ]              | [ 18 ]             | Loche épineuse    |
| Loche baromètre Misgurnus anguillicaudatus (Cantor, 1842) | Allochtone (introduite, non acclimatée)    |                                             | [ 19 ]              | (NA)               |                   |
| Loche d'étang Misgurnus fossilis (Linnaeus, 1758)         | Autochtone                                 | Illustration manquante                      | [ 20 ]              | [ 20 ]             | Loche d'étang     |

#### Famille:Nemacheilidés
| Nom vulgaire, nom binominal et citation d'auteurs                                       | Origine et statut en France métropolitaine | Aire de répartition                          | Statut UICN mondial | Statut UICN France | Image              |
| --------------------------------------------------------------------------------------- | ------------------------------------------ | -------------------------------------------- | ------------------- | ------------------ | ------------------ |
| Loche franche Barbatula barbatula (Linnaeus, 1758)                                      | Autochtone                                 | Illustration manquante                       | [ 21 ]              | [ 21 ]             | Loche franche      |
| Loche du Roussillon Barbatula leoparda (Gauliard, Dettai, Persat, Keith et Denys, 2019) | Endémique                                  |                                              | (NE)                | (EN)               |                    |
| Loche du Languedoc Barbatula quignardi (Bǎcescu-Meşter, 1967)                           | Autochtone                                 | Aire de répartition de la Loche du Languedoc | [ 23 ]              | [ 23 ]             | Loche du Languedoc |

#### Famille:Cyprinidés
| Nom vulgaire, nom binominal et citation d'auteurs                                                     | Origine et statut en France métropolitaine                           | Aire de répartition                       | Statut UICN mondial | Statut UICN France | Image                  |
| --- | -------------------------------------------------------------------- | ----------------------------------------- | ------------------- | ------------------ | ---------------------- |
| Bouvière Rhodeus amarus (Bloch, 1782)                                                                 | Autochtone                                                           | Illustration manquante                    | [ 24 ]              | [ 24 ]             | Bouvière               |
| Barbeau fluviatile Barbus barbus (Linnaeus, 1758)                                                     | Autochtone                                                           | Aire de répartition du Barbeau fluviatile | [ 25 ]              | [ 25 ]             | Barbeau fluviatile     |
| Barbeau méridional Barbus meridionalis Risso, 1827                                                    | Autochtone                                                           | Illustration manquante                    | [ 26 ]              | [ 26 ]             | Barbeau méridional     |
| Poisson rouge Carassius auratus (Linnaeus, 1758)                                                      | Allochtone (introduit)                                               | Illustration manquante                    | [ 27 ]              | [ 27 ]             | Carassin doré          |
| Carassin commun Carassius carassius (Linnaeus, 1758)                                                  | Allochtone (introduit)                                               | Illustration manquante                    | [ 28 ]              | [ 28 ]             | Carassin commun        |
| Carassin argenté Carassius gibelio (Bloch, 1782)                                                      | Allochtone (introduit)                                               | Illustration manquante                    | (NE)                | [ 29 ]             | Carassin argenté       |
| Carpe commune Cyprinus carpio Linnaeus, 1758                                                          | Allochtone (introduite),                                             | Illustration manquante                    | [ 30 ]              | [ 30 ]             | Carpe commune          |
| Carpe de l'Amour Cyprinus rubrofuscus Lacépède, 1803                                                  | Allochtone (introduite),                                             | Illustration manquante                    | [ 32 ]              | (NE)               | Cyprinus rubrofuscus   |
| Goujon d'Auvergne Gobio alverniae Kottelat & Persat, 2005                                             | Autochtone (Endémique),                                              | Illustration manquante                    | [ 33 ]              | [ 33 ]             | Illustration manquante |
| Goujon Gobio gobio (Linnaeus, 1758)                                                                   | Autochtone                                                           | Illustration manquante                    | [ 34 ]              | [ 34 ]             | Goujon commun          |
| Goujon de l'Adour Gobio lozanoi Doadrio & Madeira, 2004                                               | Autochtone                                                           | Aire de répartition du Goujon ibérique    | [ 35 ]              | [ 35 ]             | Goujon ibérique        |
| Goujon du Languedoc Gobio occitaniae Kottelat & Persat, 2005                                          | Autochtone (Endémique)                                               | Illustration manquante                    | [ 36 ]              | [ 36 ]             | Illustration manquante |
| Goujon d'Ukraine Romanogobio belingi (Slastenenko, 1934)                                              | Allochtone,(introduit ou colonisateur non acclimaté)                 | Illustration manquante                    | [ 38 ]              | (NA)               | Goujon d'Ukraine       |
| Goujon asiatique Pseudorasbora parva (Temminck & Schlegel, 1846)                                      | Allochtone (introduit)                                               | Illustration manquante                    | [ 39 ]              | [ 39 ]             | Pseudorasbora          |
| Ablette Alburnus alburnus (Linnaeus, 1758)                                                            | Autochtone                                                           | Illustration manquante                    | [ 40 ]              | [ 40 ]             | Ablette                |
| Hotu Chondrostoma nasus (Linnaeus, 1758)                                                              | Autochtone                                                           | Illustration manquante                    | [ 41 ]              | [ 41 ]             | Hotu                   |
| Vandoise du Béarn Leuciscus bearnensis (Blanchard, 1866)                                              | Autochtone (endémique)                                               | Illustration manquante                    | [ 42 ]              | [ 42 ]             | Illustration manquante |
| Vandoise rostrée Leuciscus burdigalensis Valenciennes, 1844                                           | Autochtone(endémique)                                                | Illustration manquante                    | [ 43 ]              | [ 43 ]             | Illustration manquante |
| Ide mélanote Leuciscus idus (Linnaeus, 1758)                                                          | Peut-être autochtone,                                                | Illustration manquante                    | [ 44 ]              | [ 44 ]             | Ide mélanote           |
| Vandoise Leuciscus leuciscus (Linnaeus, 1758)                                                         | Autochtone                                                           | Illustration manquante                    | [ 47 ]              | [ 47 ]             | Vandoise commune       |
| Vandoise au long-museau Leuciscus oxyrrhis (La Blanchère, 1873)                                       | Autochtone (Endémique)                                               | Illustration manquante                    | [ 48 ]              | [ 48 ]             | Illustration manquante |
| Toxostome Parachondrostoma toxostoma (Vallot, 1837)                                                   | Autochtone                                                           | Illustration manquante                    | [ 49 ]              | [ 49 ]             | Toxostome              |
| Vairon de l'Adour Phoxinus bigerri Kottelat, 2007                                                     | Autochtone                                                           | Aire de répartition du Vairon de l'Adour  | [ 50 ]              | [ 50 ]             | Vairon de l'Adour      |
| Vairon du Danube Phoxinus csikii (Hankó, 1922)                                                        | Autochtone,                                                          |                                           | (NE)                | (DD)               |                        |
| Vairon de la Garonne Phoxinus dragarum (Denys, Dettai, Persat, Daszkiewicz, Hautecoeur & Keith, 2020) | Endémique,                                                           |                                           | (NE)                | (NE)               |                        |
| Vairon de la Loire Phoxinus fayollarum (Denys, Dettai, Persat, Daszkiewicz, Hautecoeur & Keith, 2020) | Endémique                                                            |                                           | (NE)                | (NE)               |                        |
| Vairon Phoxinus phoxinus (Linnaeus, 1758)                                                             | Autochtone                                                           | Illustration manquante                    | [ 56 ]              | [ 56 ]             | Vairon commun          |
| Vairon du Languedoc Phoxinus septimaniae Kottelat, 2007                                               | Autochtone (Endémique)                                               | Illustration manquante                    | [ 57 ]              | [ 57 ]             | Illustration manquante |
| Tête de boule Pimephales promelas Rafinesque, 1820                                                    | Allochtone (introduit)                                               | Illustration manquante                    | [ 58 ]              | [ 58 ]             | Tête de boule          |
| Chevaine commun Squalius cephalus (Linnaeus, 1758)                                                    | Autochtone                                                           | Illustration manquante                    | [ 59 ]              | [ 59 ]             | Chevaine               |
| Chevaine catalan Squalius laietanus Doadrio, Kottelat & de Sostoa, 2007                               | Autochtone                                                           | Illustration manquante                    | [ 60 ]              | [ 60 ]             | Illustration manquante |
| Chevaine italien Squalius squalus (Bonaparte, 1837)                                                   | Peut-être autochtone (présence douteuse)                             |                                           | [ 62 ]              | (NE)               |                        |
| Blageon Telestes souffia (Risso, 1827)                                                                | Autochtone                                                           | Illustration manquante                    | [ 63 ]              | [ 63 ]             | Blageon                |
| Amour blanc Ctenopharyngodon idella (Valenciennes, 1844)                                              | Allochtone (introduit non acclimaté)                                 | Illustration manquante                    | (NE)                | [ 65 ]             | Amour blanc            |
| Tanche Tinca tinca (Linnaeus, 1758)                                                                   | Autochtone                                                           | Illustration manquante                    | [ 66 ]              | [ 66 ]             | Tanche                 |
| Carpe argentée Hypophthalmichthys molitrix (Valenciennes, 1844)                                       | Allochtone (introduite non acclimatée)                               | Illustration manquante                    | [ 67 ]              | [ 67 ]             | Carpe argentée         |
| Carpe à grosse tête Hypophthalmichthys nobilis (Richardson, 1845)                                     | Allochtone (introduite non acclimatée)                               | Illustration manquante                    | [ 68 ]              | [ 68 ]             | Carpe à grosse tête    |
| Brème commune Abramis brama (Linnaeus, 1758)                                                          | Autochtone                                                           | Illustration manquante                    | [ 69 ]              | [ 69 ]             | Brème commune          |
| Spirlin Alburnoides bipunctatus (Bloch, 1782)                                                         | Autochtone                                                           | Illustration manquante                    | (NE)                | [ 70 ]             | Spirlin                |
| Aspe Aspius aspius (Linnaeus, 1758)                                                                   | Allochtone (introduit)                                               | Illustration manquante                    | [ 71 ]              | [ 71 ]             | Aspe                   |
| Brème du Danube Ballerus sapa (Pallas, 1814)                                                          | Allochtone(colonisatrice non naturelle)                              | Aire de répartition du Brème du Danube    | [ 72 ]              | (NA)               | Brème du Danube        |
| Brème bordelière Blicca bjoerkna (Linnaeus, 1758)                                                     | Autochtone                                                           | Illustration manquante                    | [ 73 ]              | [ 73 ]             | Brème bordelière       |
| Able de Heckel Leucaspius delineatus (Heckel, 1843)                                                   | Autochtone                                                           | Illustration manquante                    | [ 74 ]              | [ 74 ]             | Able de Heckel         |
| Épirine lippue Pachychilon pictum (Heckel & Kner, 1858)                                               | Allochtone (introduite)                                              | Illustration manquante                    | [ 75 ]              | [ 75 ]             | Illustration manquante |
| Gardon Rutilus rutilus (Linnaeus, 1758)                                                               | Autochtone                                                           | Illustration manquante                    | [ 76 ]              | [ 76 ]             | Gardon                 |
| Gardon du Danube Rutilus virgo (Heckel, 1852)                                                         | Peut-être introduit ou colonisateur non naturel, (présence douteuse) |                                           | (LC)                | (NA)               |                        |
| Rotengle de Bosnie Scardinius dergle (Heckel et Kner, 1858)                                           | Peut-être introduit (présence douteuse)                              |                                           | (NT)                | (NA)               |                        |
| Rotengle Scardinius erythrophthalmus (Linnaeus, 1758)                                                 | Autochtone                                                           | Illustration manquante                    | [ 79 ]              | [ 79 ]             | Rotengle               |
| Vimbe Vimba vimba (Linnaeus, 1758)                                                                    | Allochtone(colonisatrice non naturelle)                              | Illustration manquante                    | [ 80 ]              | [ 80 ]             | Vimbe                  |

### Ordre:Characiformes

#### Famille:Serrasalmidés
| Nom vulgaire, nom binominal et citation d'auteurs        | Origine et statut en France métropolitaine | Aire de répartition | Statut UICN mondial | Statut UICN France | Image |
| -------------------------------------------------------- | ------------------------------------------ | ------------------- | ------------------- | ------------------ | ----- |
| Pacu noir Colossoma macropomum (Cuvier, 1816)            | Allochtone (introduit non acclimaté)       |                     | (NE)                | (NA)               |       |
| Pacu à ventre rouge Piaractus brachypomus (Cuvier, 1817) | Allochtone (introduit disparu)             |                     | (NE)                | (NA)               |       |

### Ordre:Siluriformes

#### Famille:Ictaluridés
| Nom vulgaire, nom binominal et citation d'auteurs     | Origine et statut en France métropolitaine | Aire de répartition                 | Statut UICN mondial | Statut UICN France | Image        |
| ----------------------------------------------------- | ------------------------------------------ | ----------------------------------- | ------------------- | ------------------ | ------------ |
| Poisson-chat commun Ameiurus melas (Rafinesque, 1820) | Allochtone (introduit)                     | Aire de répartition du Poisson-chat | [ 83 ]              | [ 83 ]             | Poisson-chat |

#### Famille:Siluridés
| Nom vulgaire, nom binominal et citation d'auteurs | Origine et statut en France métropolitaine                      | Aire de répartition                 | Statut UICN mondial | Statut UICN France | Image        |
| ------------------------------------------------- | --------------------------------------------------------------- | ----------------------------------- | ------------------- | ------------------ | ------------ |
| Silure glane Silurus glanis Linnaeus, 1758        | Autochtone localement mais traité comme allochtone (introduit), | Aire de répartition du Silure glane | [ 84 ]              | [ 84 ]             | Silure glane |

#### Famille:Loricariidés
| Nom vulgaire, nom binominal et citation d'auteurs                      | Origine et statut en France métropolitaine | Aire de répartition | Statut UICN mondial | Statut UICN France | Image |
| ---------------------------------------------------------------------- | ------------------------------------------ | ------------------- | ------------------- | ------------------ | ----- |
| Pléco méridional Pterygoplichthys anisitsi (Eigenmann & Kennedy, 1903) | Allochtone (introduit disparu)             |                     | (NE)                | (NA)               |       |
| Pléco léopard Pterygoplichthys gibbiceps (Kner, 1854)                  | Allochtone (introduit disparu)             |                     | (NE)                | (NA)               |       |

### Ordre:Salmoniformes

#### Famille:Salmonidés
| Nom vulgaire, nom binominal et citation d'auteurs                                           | Origine et statut en France métropolitaine | Aire de répartition                          | Statut UICN mondial | Statut UICN France | Image                   |
| ------------------------------------------------------------------------------------------- | ------------------------------------------ | -------------------------------------------- | ------------------- | ------------------ | ----------------------- |
| Corégone blanc Coregonus albula (Linnaeus, 1758)                                            | Allochtone (introduit non acclimaté)       | Illustration manquante                       | [ 86 ]              | (NA)               | Corégone blanc          |
| Bézoule Coregonus bezola Fatio, 1888                                                        | Autochtone (endémique mais éteint),        | Illustration manquante                       | [ 87 ]              | (EX)               | Illustration manquante  |
| Corégone de lac Coregonus clupeaformis (Mitchill, 1818)                                     | Allochtone (introduit disparu)             |                                              | (NE)                | (NA)               |                         |
| Corégone clupéoïde Coregonus clupeoides (Lacépède, 1803)                                    | Allochtone (introduit disparu)             |                                              | (VU)                | (NA)               |                         |
| Féra du Léman Coregonus fera Jurine, 1825                                                   | Autochtone (Éteint),                       | Illustration manquante                       | [ 90 ]              | [ 90 ]             | Féra                    |
| Corégone gravenche Coregonus hiemalis Jurine, 1825                                          | Autochtone (Éteint)                        | Illustration manquante                       | [ 91 ]              | [ 91 ]             | Gravenche               |
| Corégone lavaret Coregonus lavaretus (Linnaeus, 1758)                                       | Autochtone                                 | Illustration manquante                       | [ 92 ]              | [ 92 ]             | Corégone lavaret        |
| Corégone maraène Coregonus maraena (Bloch, 1779)                                            | Allochtone (introduit disparu)             |                                              | (VU)                | (NA)               |                         |
| Bondelle Coregonus oxyrinchus (Linnaeus, 1758)                                              | Peut-être autochtone (Éteint),             | Illustration manquante                       | [ 94 ]              | (NE)               | Bondelle                |
| Palée Coregonus palaea Cuvier, 1829                                                         | Allochtone (introduite)                    | Illustration manquante                       | [ 95 ]              | (NA)               | Illustration manquante  |
| Corégone du lac de Constance Coregonus wartmanni (Bloch, 1784)                              | Allochtone (introduit disparu)             |                                              | (LC)                | (NA)               |                         |
| Corégone du lac de Zoug Coregonus zugensis (Nüsslin, 1882)                                  | Allochtone (introduit disparu)             |                                              | (LC)                | (NA)               |                         |
| Huchon Hucho hucho (Linnaeus, 1758)                                                         | Allochtone (introduit non acclimaté)       | Illustration manquante                       | [ 99 ]              | (NA)               | Huchon                  |
| Saumon rose à bosse Oncorhynchus gorbuscha (Walbaum, 1792)                                  | Allochtone (introduit)                     |                                              | (LC)                | (NA)               |                         |
| Saumon argenté Oncorhynchus kisutch (Walbaum, 1792)                                         | Allochtone (introduit disparu)             |                                              | (NE)                | (NA)               |                         |
| Truite arc-en-ciel Oncorhynchus mykiss (Walbaum, 1792)                                      | Allochtone (introduite)                    | Aire de répartition de la Truite arc-en-ciel | (NE)                | [ 102 ]            | Truite arc-en-ciel      |
| Saumon royal Oncorhynchus tshawytscha (Walbaum, 1792)                                       | Allochtone (introduit non acclimaté)       |                                              | (NE)                | (NA)               |                         |
| Truite à grosses taches Salmo cettii Rafinesque, 1810                                       | Autochtone                                 | Illustration manquante                       | [ 104 ]             | [ 104 ]            | Truite à grosses taches |
| Truite du Rhône Salmo rhodanensis Fowler, 1974                                              | Autochtone                                 | Illustration manquante                       | [ 105 ]             | (NE)               | Illustration manquante  |
| Saumon atlantique Salmo salar Linnaeus, 1758                                                | Autochtone                                 | Aire de répartition du Saumon atlantique     | [ 107 ]             | [ 106 ]            | Saumon atlantique       |
| Truite commune Salmo trutta Linnaeus, 1758                                                  | Autochtone                                 | Illustration manquante                       | [ 108 ]             | [ 108 ]            | Truite commune          |
| Omble de fontaine Salvelinus fontinalis (Mitchill, 1814)                                    | Allochtone (Introduit)                     | Illustration manquante                       | (NE)                | [ 109 ]            | Omble de fontaine       |
| Omble du Canada Salvelinus namaycush (Walbaum, 1792)                                        | Allochtone (Introduit)                     | Illustration manquante                       | (NE)                | [ 110 ]            | Cristivomer             |
| Omble chevalier Salvelinus umbla (Linnaeus, 1758)                                           | Autochtone                                 | Illustration manquante                       | [ 111 ]             | [ 111 ]            | Omble chevalier         |
| Ombre de la Loire Thymallus ligericus (Persat, Weiss, Froufe, Secci-Petretto & Denys, 2019) | Endémique                                  |                                              | (NE)                | (NE)               |                         |
| Ombre commun Thymallus thymallus (Linnaeus, 1758)                                           | Autochtone                                 | Illustration manquante                       | [ 113 ]             | [ 113 ]            | Ombre commun            |

### Ordre:Osmériformes

#### Famille:Osméridés
| Nom vulgaire, nom binominal et citation d'auteurs   | Origine et statut en France métropolitaine | Aire de répartition    | Statut UICN mondial | Statut UICN France | Image            |
| --------------------------------------------------- | ------------------------------------------ | ---------------------- | ------------------- | ------------------ | ---------------- |
| Éperlan d'Europe Osmerus eperlanus (Linnaeus, 1758) | Autochtone                                 | Illustration manquante | [ 114 ]             | (NT)               | Éperlan d'Europe |

### Ordre:Ésociformes

#### Famille:Ésocidés
| Nom vulgaire, nom binominal et citation d'auteurs                                | Origine et statut en France métropolitaine | Aire de répartition                  | Statut UICN mondial | Statut UICN France | Image                  |
| -------------------------------------------------------------------------------- | ------------------------------------------ | ------------------------------------ | ------------------- | ------------------ | ---------------------- |
| Brochet aquitain Esox aquitanicus Denys, Dettai, Persat, Hautecœur & Keith, 2014 | Autochtone (Endémique)                     | Illustration manquante               | (NE)                | (VU)               | Illustration manquante |
| Brochet cisalpin Esox cisalpinus Bianco & Delmastro, 2011                        | Peut-être autochtone(présence douteuse)    | Illustration manquante               | (NE)                | (NE)               | Brochet cisalpin       |
| Grand brochet Esox lucius Linnaeus, 1758                                         | Autochtone                                 | Aire de répartition du Grand Brochet | [ 117 ]             | [ 117 ]            | Grand Brochet          |

#### Famille:Umbridés
| Nom vulgaire, nom binominal et citation d'auteurs | Origine et statut en France métropolitaine | Aire de répartition    | Statut UICN mondial | Statut UICN France | Image        |
| ------------------------------------------------- | ------------------------------------------ | ---------------------- | ------------------- | ------------------ | ------------ |
| Umbre pygmée Umbra pygmaea (DeKay, 1842)          | Allochtone (Introduit)                     | Illustration manquante | [ 118 ]             | [ 118 ]            | Umbre pygmée |
| Poisson-chien Umbra krameri (Walbaum, 1792)       | Allochtone (introduit disparu)             |                        | (VU)                | (NA)               |              |

### Ordre:Gadiformes

#### Famille:Lotidés
| Nom vulgaire, nom binominal et citation d'auteurs | Origine et statut en France métropolitaine | Aire de répartition            | Statut UICN mondial | Statut UICN France | Image |
| ------------------------------------------------- | ------------------------------------------ | ------------------------------ | ------------------- | ------------------ | ----- |
| Lote Lota lota (Linnaeus, 1758)                   | Autochtone                                 | Aire de répartition de la Lote | [ 120 ]             | [ 120 ]            | Lote  |

### Ordre:Mugiliformes

#### Famille:Mugilidés
| Nom vulgaire, nom binominal et citation d'auteurs | Origine et statut en France métropolitaine | Aire de répartition                | Statut UICN mondial | Statut UICN France | Image               |
| ------------------------------------------------- | ------------------------------------------ | ---------------------------------- | ------------------- | ------------------ | ------------------- |
| Mulet doré Chelon auratus (Risso, 1810)           | Autochtone                                 | Illustration manquante             | [ 121 ]             | (DD)               | Mulet doré          |
| Mulet lippu Chelon labrosus (Risso, 1827)         | Autochtone                                 | Aire de répartition du Mulet lippu | [ 122 ]             | (DD)               | Mulet lippu         |
| Mulet porc Chelon ramada (Risso, 1827)            | Autochtone                                 | Illustration manquante             | [ 123 ]             | [ 123 ]            | Mulet porc          |
| Mulet sauteur Chelon saliens (Risso, 1810)        | Autochtone                                 | Illustration manquante             | [ 124 ]             | (NE)               | Mulet sauteur       |
| Mulet à grosse tête Mugil cephalus Linnaeus, 1758 | Autochtone                                 | Illustration manquante             | [ 125 ]             | (DD)               | Mulet à grosse tête |

### Ordre:Athériniformes

#### Famille:Athérinidés
| Nom vulgaire, nom binominal et citation d'auteurs | Origine et statut en France métropolitaine | Aire de répartition    | Statut UICN mondial | Statut UICN France | Image    |
| ------------------------------------------------- | ------------------------------------------ | ---------------------- | ------------------- | ------------------ | -------- |
| Athérine Atherina boyeri Risso, 1810              | Autochtone                                 | Illustration manquante | [ 126 ]             | [ 126 ]            | Athérine |

### Ordre:Cyprinodontiformes

#### Famille:Cyprinodontidés
| Nom vulgaire, nom binominal et citation d'auteurs         | Origine et statut en France métropolitaine | Aire de répartition                         | Statut UICN mondial | Statut UICN France | Image              |
| --------------------------------------------------------- | ------------------------------------------ | ------------------------------------------- | ------------------- | ------------------ | ------------------ |
| Aphanius de Corse Aphanius fasciatus (Valenciennes, 1821) | Autochtone                                 | Illustration manquante                      | [ 127 ]             | [ 127 ]            | Aphanius de Corse  |
| Aphanius d'Espagne Aphanius iberus (Valenciennes, 1846)   | Autochtone (Disparu)                       | Aire de répartition de l'Aphanius d'Espagne | [ 128 ]             | [ 128 ]            | Aphanius d'Espagne |

#### Famille:Pœciliidés
| Nom vulgaire, nom binominal et citation d'auteurs           | Origine et statut en France métropolitaine | Aire de répartition    | Statut UICN mondial | Statut UICN France | Image    |
| ----------------------------------------------------------- | ------------------------------------------ | ---------------------- | ------------------- | ------------------ | -------- |
| Gambusie de l'Ouest Gambusia affinis (Baird & Girard, 1853) | Peut-être introduite (présence douteuse)   |                        | (LC)                | (NA)               |          |
| Gambusie de l'Est Gambusia holbrooki Girard, 1859           | Allochtone (introduite)                    | Illustration manquante | [ 130 ]             | [ 130 ]            | Gambusie |

#### Famille:Valenciidés
| Nom vulgaire, nom binominal et citation d'auteurs               | Origine et statut en France métropolitaine | Aire de répartition                            | Statut UICN mondial | Statut UICN France | Image                   |
| --------------------------------------------------------------- | ------------------------------------------ | ---------------------------------------------- | ------------------- | ------------------ | ----------------------- |
| Cyprinodonte de Valence Valencia hispanica (Valenciennes, 1846) | Autochtone (Disparu)                       | Aire de répartition du Cyprinodonte de Valence | [ 131 ]             | [ 131 ]            | Cyprinodonte de Valence |

### Ordre:Gastérostéiformes

#### Famille:Gastérostéidés
| Nom vulgaire, nom binominal et citation d'auteurs             | Origine et statut en France métropolitaine | Aire de répartition                  | Statut UICN mondial | Statut UICN France | Image                  |
| ------------------------------------------------------------- | ------------------------------------------ | ------------------------------------ | ------------------- | ------------------ | ---------------------- |
| Épinoche à trois épines Gasterosteus aculeatus Linnaeus, 1758 | Autochtone                                 | Illustration manquante               | [ 132 ]             | (LC)               | Épinoche               |
| Épinochette à queue lisse Pungitius laevis (Cuvier, 1829)     | Endémique                                  | Illustration manquante               | [ 133 ]             | [ 133 ]            | Illustration manquante |
| Épinochette Pungitius pungitius (Linnaeus, 1758)              | Autochtone                                 | Aire de répartition de l'Épinochette | [ 134 ]             | (DD)               | Épinochette            |
| Epinochette du Poitou Pungitius vulgaris (Mauduyt, 1848)      | Autochtone (Endémique)                     | Illustration manquante               | (NE)                | (NT)               | Illustration manquante |

### Ordre:Syngnathiformes

#### Famille:Syngnathidés
| Nom vulgaire, nom binominal et citation d'auteurs   | Origine et statut en France métropolitaine | Aire de répartition    | Statut UICN mondial | Statut UICN France | Image                |
| --------------------------------------------------- | ------------------------------------------ | ---------------------- | ------------------- | ------------------ | -------------------- |
| Syngnathe de rivière Syngnathus abaster Risso, 1827 | Autochtone                                 | Illustration manquante | [ 136 ]             | (NE)               | Syngnathe de rivière |

### Ordre:Scorpéniformes

#### Famille:Cottidés
| Nom vulgaire, nom binominal et citation d'auteurs                        | Origine et statut en France métropolitaine | Aire de répartition                  | Statut UICN mondial | Statut UICN France | Image                  |
| ------------------------------------------------------------------------ | ------------------------------------------ | ------------------------------------ | ------------------- | ------------------ | ---------------------- |
| Chabot du Béarn Cottus aturi Freyhof, Kottelat & Nolte, 2005             | Autochtone                                 | Illustration manquante               | [ 137 ]             | [ 137 ]            | Illustration manquante |
| Chabot d'Auvergne Cottus duranii Freyhof, Kottelat & Nolte, 2005         | Autochtone (Endémique)                     | Illustration manquante               | [ 138 ]             | [ 138 ]            | Illustration manquante |
| Chabot commun Cottus gobio Linnaeus, 1758                                | Autochtone                                 | Aire de répartition du Chabot commun | [ 139 ]             | [ 139 ]            | Chabot commun          |
| Chabot des Pyrénées Cottus hispaniolensis Băcescu & Bǎcescu-Meşter, 1964 | Autochtone                                 | Illustration manquante               | [ 140 ]             | [ 140 ]            | Illustration manquante |
| Chabot fluviatile Cottus perifretum Freyhof, Kottelat & Nolte, 2005      | Autochtone                                 | Illustration manquante               | [ 141 ]             | [ 141 ]            | Illustration manquante |
| Chabot du Lez Cottus petiti Băcescu & Bǎcescu-Meşter, 1964               | Autochtone (Endémique)                     | Illustration manquante               | [ 142 ]             | [ 142 ]            | Chabot du Lez          |
| Chabot de Rhénanie Cottus rhenanus Freyhof, Kottelat & Nolte, 2005       | Autochtone                                 | Illustration manquante               | [ 143 ]             | [ 143 ]            | Chabot de Rhénanie     |
| Chabot de l'Hérault Cottus rondeleti Freyhof, Kottelat & Nolte, 2005     | Autochtone (Endémique)                     | Illustration manquante               | [ 144 ]             | [ 144 ]            | Chabot de l'Hérault    |
| Chabot savoyard Cottus sabaudicus Sideleva, 2009                         | Autochtone (Endémique)                     | Illustration manquante               | (NE)                | (NE)               | Illustration manquante |

### Ordre:Perciformes

#### Famille:Blenniidés
| Nom vulgaire, nom binominal et citation d'auteurs   | Origine et statut en France métropolitaine | Aire de répartition    | Statut UICN mondial | Statut UICN France | Image              |
| --------------------------------------------------- | ------------------------------------------ | ---------------------- | ------------------- | ------------------ | ------------------ |
| Blennie fluviatile Salaria fluviatilis (Asso, 1801) | Autochtone                                 | Illustration manquante | [ 146 ]             | [ 146 ]            | Blennie fluviatile |

#### Famille:Gobiidés
| Nom vulgaire, nom binominal et citation d'auteurs         | Origine et statut en France métropolitaine | Aire de répartition                          | Statut UICN mondial | Statut UICN France | Image                 |
| --------------------------------------------------------- | ------------------------------------------ | -------------------------------------------- | ------------------- | ------------------ | --------------------- |
| Gobie fluviatile Neogobius fluviatilis (Pallas, 1814)     | Allochtone(colonisateur non naturel)       | Aire de répartition du Gobie fluviatile      | [ 148 ]             | (NA)               | Gobie fluviatile      |
| Gobie à tache noire Neogobius melanostomus (Pallas, 1814) | Allochtone(colonisateur non naturel)       | Aire de répartition du Gobie à taches noires | [ 150 ]             | (NA)               | Gobie à taches noires |
| Gobie de Kessler Ponticola kessleri (Günther, 1861)       | Allochtone(colonisateur non naturel)       | Aire de répartition du Gobie de Kessler      | [ 151 ]             | (NA)               | Gobie de Kessler      |
| Gobie demi-lune Proterorhinus semilunaris (Heckel, 1837)  | Allochtone(colonisateur non naturel)       | Aire de répartition du Gobie demi-lune       | [ 152 ]             | [ 152 ]            | Gobie demi-lune       |
| Gobie tacheté Pomatoschistus microps (Krøyer, 1838)       | Autochtone                                 | Illustration manquante                       | [ 153 ]             | (DD)               | Gobie tacheté         |
| Gobie buhotte Pomatoschistus minutus (Pallas, 1770)       | Autochtone                                 | Illustration manquante                       | [ 154 ]             | (DD)               | Gobie buhotte         |

#### Famille:Centrarchidés
| Nom vulgaire, nom binominal et citation d'auteurs              | Origine et statut en France métropolitaine | Aire de répartition                    | Statut UICN mondial | Statut UICN France | Image                   |
| -------------------------------------------------------------- | ------------------------------------------ | -------------------------------------- | ------------------- | ------------------ | ----------------------- |
| Crapet de roche Ambloplites rupestris (Rafinesque, 1817)       | Allochtone (Introduit)                     | Aire de répartition du Crapet de roche | [ 155 ]             | [ 155 ]            | Crapet de roche         |
| Œil de paon Centrarchus macropterus (Lacépède, 1801)           | Allochtone (introduit disparu)             |                                        | (LC)                | (NA)               |                         |
| Crapet rouge Lepomis auritus (Linnaeus, 1758)                  | Allochtone (introduit disparu)             |                                        | (LC)                | (NA)               |                         |
| Perche soleil Lepomis gibbosus (Linnaeus, 1758)                | Allochtone (Introduit)                     | Illustration manquante                 | [ 158 ]             | [ 158 ]            | Crapet-soleil           |
| Crapet à longues oreilles Lepomis megalotis (Rafinesque, 1820) | Allochtone (introduit disparu)             |                                        | (LC)                | (NA)               |                         |
| Achigan à petite bouche Micropterus dolomieu Lacépède, 1802    | Allochtone (introduit disparu)             | Illustration manquante                 | [ 160 ]             | (NA)               | Achigan à petite bouche |
| Achigan à grande bouche Micropterus salmoides (Lacépède, 1802) | Allochtone (Introduit)                     | Illustration manquante                 | [ 161 ]             | [ 161 ]            | Achigan à grande bouche |
| Marigane blanche Pomoxis annularis (Rafinesque, 1818)          | Allochtone (introduite disparue)           |                                        | (LC)                | (NA)               |                         |
| Marigane noire Pomoxis nigromaculatus (Lesueur, 1829)          | Allochtone (introduite disparue)           |                                        | (LC)                | (NA)               |                         |

#### Famille:Moronidés
| Nom vulgaire, nom binominal et citation d'auteurs | Origine et statut en France métropolitaine | Aire de répartition               | Statut UICN mondial | Statut UICN France | Image      |
| ------------------------------------------------- | ------------------------------------------ | --------------------------------- | ------------------- | ------------------ | ---------- |
| Bar commun Dicentrarchus labrax (Linnaeus, 1758)  | Autochtone                                 | Aire de répartition du Bar commun | [ 164 ]             | (NE)               | Bar commun |

#### Famille:Percidés
| Nom vulgaire, nom binominal et citation d'auteurs | Origine et statut en France métropolitaine | Aire de répartition              | Statut UICN mondial | Statut UICN France | Image          |
| ------------------------------------------------- | ------------------------------------------ | -------------------------------- | ------------------- | ------------------ | -------------- |
| Grémille Gymnocephalus cernuus (Linnaeus, 1758)   | Peut-être autochtone                       | Aire de répartition du Grémille  | [ 165 ]             | [ 165 ]            | Grémille       |
| Perche Perca fluviatilis Linnaeus, 1758           | Autochtone                                 | Aire de répartition de la Perche | [ 166 ]             | [ 166 ]            | Perche         |
| Sandre Sander lucioperca (Linnaeus, 1758)         | Allochtone (Introduit)                     | Illustration manquante           | [ 167 ]             | [ 167 ]            | Sandre         |
| Apron du Rhône Zingel asper (Linnaeus, 1758)      | Autochtone                                 | Illustration manquante           | [ 168 ]             | [ 168 ]            | Apron du Rhône |

### Ordre:Pleuronectiformes

#### Famille:Pleuronectidés
| Nom vulgaire, nom binominal et citation d'auteurs | Origine et statut en France métropolitaine | Aire de répartition    | Statut UICN mondial | Statut UICN France | Image |
| ------------------------------------------------- | ------------------------------------------ | ---------------------- | ------------------- | ------------------ | ----- |
| Flet commun Platichthys flesus (Linnaeus, 1758)   | Autochtone                                 | Illustration manquante | [ 169 ]             | [ 169 ]            | Flet  |